# Retrato de fray Gregorio Belo de Vicenza
El Retrato de fray Gregorio Belo es un óleo sobre lienzo de 87,3 x 71 cm de Lorenzo Lotto, de 1547 y conservado en el Museo Metropolitano de Arte de Nueva York.

## Historia
La inscripción abajo a la derecha en el bloque en que se apoya la figura aclara la identidad del retratado y su edad: "F. Gregorr belo de Vicentia / eremite en Hieronimi Ordinis beati / fratri Petris de Pisis Anno / etatis eius LV, M.D.XLVII".
La pintura también aparece mencionada en el Libro de varios gastos del artista, que había recibido el encargo del fraile gerolimitano el 9 de diciembre de 1546, completando la obra en octubre de 1547.
Ya en las colecciones del mariscal Schulenberg, que lo había comprado en Venecia en 1738, fue vendido por sus descendientes en 1965 al museo estadounidense.

## Descripción y estilo
Sobre el fondo de un cielo sombrío y con una representación de la Crucifixión con los dolientes a la espalda, el fraile aparece representado a media figura, muy cerca del espectador, mientras sujeta con la izquierda un libro y la mano derecha cerrada en puño para golpearse el pecho, en la misma pose usada en la iconografía de San Jerónimo penitente. Con una cierta sencillez de medios, típica de la fase más madura del artista, Lotto logra sin embargo componer un retrato de gran intensidad, especialmente con la expresiva representación del rostro, con los signos de la edad, y en la vigorosa mano cerrada, con una atenta descripción de los tendones y las venas pulsantes.

## Otros proyectos
- Wikimedia Commons contiene imágenes y otros archivos sobre Ritratto di fra' Gregorio Belo da Vicenza